# Площа Шокіна
Площа Шокіна (рос. Площадь Шокина) — площа в районі Старе Крюково Зеленоградського адміністративного округу міста Москви.

## Походження назви
Названа в 2009 році на честь Олександра Івановича Шокіна (з нагоди 100-річчя з дня його народження) — першого голови Державного комітету Ради Міністрів СРСР по електронній техніці (1961—1965), першого міністра електронної промисловості СРСР (1965—1985). При безпосередній участі Шокіна було засноване місто Зеленоград (центр радянської і російської електроніки) і Московський інститут електронної техніки (МІЕТ).

## Будови
- Будинок 1 — Національний дослідницький університет «Московський інститут електронної техніки». Безпосередньо на площу виходять фасади головного корпусу та клубу (архітектори Фелікс Аронович Новиков і Григорій Юхимович Саєвич). У сквері праворуч від площі в 1984 році був встановлений пам'ятник Шокіну (скульптор Ісаак Давидович Бродський).